# 趙豐邦
趙豐邦（1967年9月15日—）台灣花式撞球運動選手，出身高雄市。他於1990年代至2000年代間多次獲得國際性重要花式撞球比賽的冠軍，也曾獲得該項運動的年度排名第一。
因為於比賽時無論大小比賽、何種強度的敵手，趙豐邦總是只有兩種表情－「面無表情」或是「面露冷笑」，讓敵手很難察覺趙豐邦的想法，因此媒體給趙豐邦的外號是「冷臉(面)殺手」。

## 啟蒙成長
1967年生於左營的趙豐邦於1983年就以撞球運動為「職業」，當初打的是「司諾克」。1986年台灣引進花式撞球，趙豐邦亦從司諾克轉打俗稱九號球，14-1，八號球的三款花式撞球，而這三種花式撞球球種，於90年代後，逐漸改成以九號球為主流，而他也改專攻於此。

## 自我訓練
1980年代之前，撞球運動在台灣仍普遍被視作「不良」休閒運動。從事該運動選手，除了擔任撞球球館教練或自營球館外，通常還是以地下「賭博」為收入主要來源。趙豐邦於1980年代末期即改變此做法。除了接受球場指導教練與球具廣告贊助外，不再參與地下比賽。而減少比賽雜務的趙豐邦，從此開始，展開一天至少12小時的長期自我訓練。之後，他更勤於參加日本或美國的撞球比賽，亦獲得不少獎金。他也是台灣職業撞球的開創球員之一。

## 1990年代
1992年，於台灣小有名氣的趙豐邦於台北首度舉行的撞球世界盃中，贏得平生第一項重要比賽獎項。這次比賽，讓台灣政府開始重視撞球運動，並將列管且歸屬J7類「特種行業撞球場」，更名為J8類的競技及休閒體育場館業。
之後，趙豐邦除了在1993年，1997年兩度獲得世界總排名第一之外，也曾拿下撞球運動最主要競賽「世界盃撞球比賽」的1993年度的世界冠軍。因為他在比賽過程當中，臉部表情不隨得分與否有所牽動，因此媒體與球迷給了他「冷面殺手」的封號。
1997年他連同楊清順、李昆芳、張皓評等人開辦帶動台灣職業撞球運動。這項運動不但繼棒球後成為台灣少數的職業球類運動之一，也獲得有線電視的轉播。而趙豐邦亦在首屆台灣職業撞球比賽中獲得年度冠軍。
1998年於泰國曼谷舉行的亞運，首度將花式撞球列入正式比賽項目，而趙豐邦亦拿下該比賽項目的一金一銀一銅。

## 2000年代
1998年後期至1999年，趙豐邦因為手傷接受治療，因此成績並不理想。2000年，趙豐邦手癒復出。他並以煞車球等原專長球技連連於國際大賽得名，並在該年度的世界盃第二度獲得冠軍。而當年度他也獲得該年度年度排名第一。
2001年之後，趙豐邦因為甲狀腺而產生手抖情況，參賽次數並不多，但是仍有一定的成績表現。
趙豐邦對政治也很有興趣，是泛藍堅定支持者，並與立法委員邱毅十分友好。2000年中華民國總統選舉力挺宋楚瑜，後來曾經加入親民黨，本欲爭取2004年高雄市議員補選提名，並宣布拍賣曼谷亞運金牌，籌措競選經費，但因時間過於倉促，最後並未付諸行動。後來轉而加入國民黨，參加2006年高雄市議員選舉國民黨第二選區（左營區、楠梓區）初選，雖有邱毅支持，但仍於初選落敗。

## 戰績
- 1992年，台北世界盃冠軍
- 1993年，印尼公開賽冠軍
- 1993年，世界花式撞球錦標賽冠軍
- 1994年，西班牙世界職撞球明星排名賽冠軍
- 1995年，世界年末排名賽總冠軍
- 1997年，第一屆台灣職業撞球大賽年度總冠軍
- 1998年，泰國曼谷亞運八號球單打金牌及雙打銀牌，九號球單打銅牌
- 1998年，第二屆台灣職業撞球大賽年度總冠軍
- 2000年，世界花式撞球錦標賽冠軍
- 2001年，世界花式撞球賽冠軍
- 2001年，冠中冠挑戰賽冠軍
- 2002年，第13屆亞運會8號球金牌
- 2004年，大阪撞球公開賽季軍
- 2005年，冠中冠挑戰賽冠軍
- 2005年，第二屆汶萊九號球邀請賽冠軍
- 2006年，男子職業撞球大賽年度總冠軍